# Hook N Sling
Hook N Sling, de son vrai nom Anthony Maniscalco, est un disc-jockey et producteur né à Sydney, en Australie.
Il est récompensé en 2007 lors des ARIA Music Awards, et reçoit le support de Pete Tong qui jouera fréquemment ses singles lors de ses shows.
En avril 2014, il s'offre pour la première fois la première place du top 100 sur Beatport, avec Tokyo By Night, remixé par Axwell.
Momentum, Magnet et Don't you Know figurent aussi parmi ses productions les plus connues.
Sa production The Best Thing figure sur le jeu Grand Theft Auto 4.

## Discographie

### Singles
- 2006 :  The Bump (avec Kid Kenobi)
- 2009 :  The Best Thing (2009)
- 2011 :  Diamonds in The Sky (avec TV Rock et Rudy)
- 2012 : Surrender feat. Evermore [Spinnin Records]
- 2012 : Reason (avec NERVO) [Spinnin Records]
- 2013 : Don't You Know [Spinnin Records]
- 2013 : Magnet (avec Chris Willis) [Spinnin Records]
- 2014 : Tokyo By Night (Axwell Remix) [Axtone Records]
- 2014 : Momentum [DOORN (Spinnin)]
- 2016 : Love On Me (avec Galantis) [Big Beat Records]
- 2017 : Open Your Eyes (avec Sam Feldt) [Spinnin Records]
- 2017 : If You're Hearing This (avec Parson James et Betty Who) [RCA Records]
- 2017 : Arms Around Me (avec Digital Farm Animals) [Astralwerks]
- 2018 : Shoot Down The Sun [Astralwerks]
- 2022 : Il rimanente  ( Avec Eterno)

### Remixes
- 2012 : Michael Calfan - Mozaik (Hook N Sling Remix) [Stealth Records]
- 2013 : The Presets - Fall (Hook N Sling Remix) [Modular Records]
- 2013 : Kaskade - Atmosphere (Hook N Sling Remix) [Ultra]
- 2014 : Lana Del Rey - Ultraviolence (Hook N Sling Remix) [Armada Trice]
- 2015 : Galantis - Gold Dust (Hook N Sling Remix) [Big Beat Records]
- 2015 : Sultan & Ned Shepard, Denny White - Don't Let Me Down (Hook N Sling Remix) [DOORN]
- 2015 : The Potbelleez - Are You With Me (Hook N Sling Remix) [Hussle Recordings]
- 2016 : Miike Snow - Genghis Khan (Hook N Sling Remix) [Downtown/Atlantic]
- 2016 : Kaskade, Felix Cartal, Ofelia K - Fakin It (Hook N Sling Remix) [Arkade]
- 2016 : Matoma, Becky Hill - False Alarm (Hook N Sling Remix) [FFRR/Big Beat]
- 2016 : Nick Martin, Tigerlily - Skyline (Hook N Sling Remix) [Investo Music LTD.]
- 2017 : Cheat Codes, Demi Lovato - No Promises (Hook N Sling Remix) [Parlophone UK]
- 2018 : Clara Mae - I'm Not Her (Hook N Sling Remix) [Big Beat]
- 2018 : Kygo, Miguel - Remind Me to Forget (Hook N Sling Remix) [Ultra]